# Angel (groupe)
 (janvier 2020).
Si vous disposez d'ouvrages ou d'articles de référence ou si vous connaissez des sites web de qualité traitant du thème abordé ici, merci de compléter l'article en donnant les références utiles à sa vérifiabilité et en les liant à la section « Notes et références ».
Pour les articles homonymes, voir Angel.
Angel est un groupe américain de glam rock / hard rock originaire de Washington, District de Columbia.

## Historique

### Origines et débuts du groupe
Le groupe se forma en 1975 à la suite de la rencontre du guitariste Punky Meadows, du bassiste Mickey Jones, tous les deux membres du groupe Bux, et de Gregg Giuffria, claviériste du groupe David and the Giants. Le chanteur Frank Dimino et le batteur Barry Brandt vinrent compléter la formation appelée au départ Sweet Mama from Heaven[réf. à confirmer]. Rapidement, le groupe changea de nom et devint Angel, inspiré par la chanson qui figure sur l'album posthume de Jimi Hendrix, The Cry of Love, sorti en 1971.
Le groupe fut découvert par le bassiste du groupe Kiss, Gene Simmons, alors qu'il jouait au Bogey's, un club de Washington connu pour attirer de nombreux décideurs du monde de la musique. La légende veut que Simmons ait appelé Neil Bogart, le président de Casablanca Records, à trois heures du matin pour qu'il signe le groupe.
Bogart signa le groupe qui, lors d'un showcase effectué à New-York, attira l'attention de David Joseph, directeur de Toby Management. Avec un contrat d'enregistrement et de management signé, le groupe est prêt pour l'enregistrement de son premier album ; pour cela il s'exile à Los Angeles pour rejoindre les producteurs Derek Lawrence et Big Jim Sullivan.

### 1975 à 1981
Le premier album, simplement intitulé Angel, fut enregistré lors de l'été 1975 à Hollywood dans les studios Wally Heider. Il sortit le 27 octobre 1975. Dans ce premier album est encore très orienté vers le rock progressif, les claviers de Gregg Giuffria dominent. Il se classa à la 156e place du Billboard 200 aux États-Unis et contient notamment le titre Tower qui ouvrira longtemps les shows du groupe. Le groupe part en tournée américaine avec Aerosmith, Blue Öyster Cult, Journey et Rush et, sur les conseils de sa maison de disque, commence à se vêtir de blanc, ce qui lui donne un aspect « angélique » en opposition à Kiss, le poids lourd du label Casablanca qui évoluait majoritairement de noir vêtu.
Au printemps 1976, le groupe est déjà de retour en studio pour enregistrer son second album. A nouveau enregistré aux Wally Heider studios de Hollywood et toujours produit par Derek Lawrence et Jim Sullivan, Helluvah Band sort en juin 1976. Il sera l'album le plus « hard » et le plus fort du groupe, avec des compositions telles que Feelin' Right et Pressure Point. Seul The Fortune dépasse les huit minutes. Pour la première fois les membres du groupe apparaissent tout vêtus de blanc sur la pochette de l'album. La tournée qui suivit la sortie de l'album permit au groupe d'être nommé « meilleur nouveau groupe de l'année » devant le groupe Boston par le très influent magazine rock américain Circus (en).
Le groupe devenant de plus en plus populaire, Casablanca Records décida d'engager Eddie Kramer pour produire son troisième album. Kramer avait notamment produit l'album Alive! et les deux derniers albums studios de Kiss. L'enregistrement se déroula pendant l'hiver 1976-1977 à Hollywood dans un lieu appelé The Emerald Castle. L'album sort fin février. Avec celui-ci, le groupe oriente sa musique vers un rock de plus en plus « pop », qui se traduit par son premier classement au Billboard Hot 100 avec le single That Magic Touch, qui atteint la 77e place. Pour la tournée américaine qui suivit, le groupe investit beaucoup d'argent dans un nouveau show pour en mettre plein la vue aux spectateurs. Pour la première et unique fois, Angel donne une série de concerts hors de l'Amérique du Nord, se rendant même au Japon. Au retour du Japon, le bassiste Mickey Jones annonce son départ. Il est remplacé par Felix Robinson qui officiait auparavant dans le groupe californien The Word.
Après avoir tourné une grande partie de l'année 1977, Angel s'accorde une pause en octobre pour enregistrer son nouvel album. Pour cela, il investit les Record Plant Studios de Los Angeles avec le producteur Eddie Leonetti. L'album sort en janvier 1978 sous le titre de White Hot. Il accentue le virage amorcé avec l'album précédent, le style du groupe devenant de plus en plus « pop », s'éloignant de plus en plus du hard rock de ses origines. Plus tard, les membres du groupe admettront que c'est leur label qui les poussait dans cette direction dans le but d'essayer de récupérer l'argent qu'il avait investi. L'album se classe à la 55e place du Billboard 200, ce qui sera le meilleur classement de tous leurs albums. Le single Ain't Gonna Eat Out My Heart Anymore, une reprise d'une chanson du groupe américain The Young Rascals datant de 1965, atteint lui la 55e place du Billboard Hot 100.
En automne 1978, Le groupe retourne en studio pour enregistrer son cinquième album, toujours avec le producteur Eddie Leonetti. L'album sortira en janvier 1979 sous le nom de Sinful. L'album fut d'abord intitulé Bad Publicity et la pochette représentait les cinq membres du groupe sans leurs tenues de scène blanches. Mais sous la pression du président du label Casablanca, l'album fut rebaptisé Sinful et les musiciens retrouvèrent leur traditionnelle tenue blanche sur la pochette. La musique du groupe tourne définitivement le dos à celle de leurs débuts et est clairement orientée vers une pop music qui se veut commerciale. Mais l'album sera un échec commercial et ne resta classé que cinq semaines au Billboard 200, atteignant seulement une modeste 159e place.
Fin 1978, le groupe prend le temps de tourner dans le film Foxes et de composer deux titres, 20th Century Foxes et Virginia qui sont inclus dans la bande-son originale. Le groupe y a un rôle mineur : on le voit brièvement interpréter 20th Century Foxes en concert. Ce titre a un parfum disco, collant parfaitement à la bande son composée majoritairement par Giorgio Moroder.
En 1980, Casablanca Records fut vendu à Polygram. Contractuellement, le groupe devait encore un album à son label, et plutôt qu'un nouvel album studio, il décida de sortir un album live. Les enregistrements de deux concerts donnés en Californie lui donneront la matière. Le groupe se sépara aussi de Toby Management pour se lier à Leber/Krebs, se débarrassant au passage de ses costumes blancs, histoire d'être pris enfin au sérieux. Cependant, faute d'avoir trouvé une nouvelle maison de disque, Angel se sépare peu de temps après en 1981.

### Reformations
Après de multiple tentatives depuis 1981, le groupe se reforma une première fois en 1999. Il était composé de Frank DiMino, Barry Brandt, Punky Meadows et Felix Robinson et, en remplacement de Gregg Giuffria, Brett Tuggle et un second guitariste, Richie Marcello. Finalement, Marcello et DiMino se chargent des claviers et l'album In the Beginning sort en 1999, Meadows ne participant que sur les titres Hero et Set Me Free. Le groupe tourne aux USA, avec de nombreux changements de musiciens, jusqu'en 2004 et donne son premier concert en Europe en 2001 à l'occasion du Sweden Rock Festival.
Frank Dimino et Punky Meadows reforment le groupe en 2019, mais ils sont les seuls membres originaux à y participer. Autour d'eux, il y a Danny Farrow (guitare rythmique), Charlie Calv (claviers), Steve Ojane (basse) et Billy Orrico (batterie). L'album Risen est sorti le 4 octobre 2019 sur le label Cleopatra Records.

## Discographie

### Albums studios
- 1975 : Angel
- 1976 : Helluvah Band
- 1977 : On Earth as It Is in Heaven
- 1978 : White Hot
- 1979 : Sinful
- 1999 : In the Beginning
- 2019 : Risen
- 2023 : Once Upon a Time

### Album en public
- 1980 : Live Without a Net

### Compilation
- 1992 : Angel - An Anthology

## Musiciens

### Membres originaux
- Punky Meadows : guitares (1975 - 1981, 1999, 2019)
- Frank DiMino : chant (1975 - 2019)
- Mickey Jones : basse (1975 - 1977)
- Greg Giuffria : claviers (1975 - 1981)
- Barry Brandt : batterie, percussions (1975 - 2019)

### Reformation en 2019
- Punky Meadows : guitare solo
- Frank DiMino : chant
- Danny Farrow : guitare rythmique
- Charly Calv : claviers
- Steve E. Ojane : basse
- Billy Oricco : batterie, percussions

### Autres membres
- Felix Robinson : basse (1977 - 1981, 1999)
- Richard Marcello : guitares et claviers (1999)
- Leo Borrero : basse (1999)